# Rafael Vieira
Rafael José Fernandes Teixeira Vieira (sinh ngày 9 tháng 7 năm 1992) là một cầu thủ bóng đá người Bồ Đào Nha thi đấu cho Vilaverdense.

## Sự nghiệp câu lạc bộ
Anh ra mắt chuyên nghiệp tại Giải bóng đá hạng nhất quốc gia Bồ Đào Nha cho Vitória Guimarães B vào ngày 18 tháng 8 năm 2012 trong trận đấu trước Sporting B.